# Jaramataia
Jaramataia é um município brasileiro do estado de Alagoas.

## História
A origem do município, datada por volta de 1882, é a fazenda Jaramataia, de Manoel Barbosa Farias. Naquela época, havia apenas uma pequena casa onde residia uma senhora conhecida como Luzia. Exatamente onde se encontrava hoje construída a cidade era a sede da fazenda.
Pouco tempo depois chegou ao local Dezinho Barbosa de Amorim, que começou um pequeno sítio. Os oito filhos do seu casamento continuaram na região formando suas próprias famílias e fazendo crescer o povoado: a Jaramataia dos Barbosa. O nome se originou da grande quantidade de jaramataias - árvore abundantes que cobriam parte das terras.
Em 1900 foi construída a primeira capela do povoado. Cinqüenta e quatro anos depois foi concluída a atual matriz de Nossa Senhora da Conceição. O povoado cresceu rápido e em 1961 foi elevado à condição de distrito. O desenvolvimento fez alguns pedirem a emancipação, tendo como líderes Olavo Barbosa de Oliveira, José Barbosa César, Aureliano Barbosa César, José Azarias Barbosa, José Maria Cavalcante e José Cícero Barbosa.

## Geografia
Sua população estimada em 2004 era de 6.514 habitantes.